# ピアノ協奏曲 (シンディング)
ピアノ協奏曲 変ニ長調 Op.6は、クリスティアン・シンディングが1889年に作曲したピアノ協奏曲。第3楽章以外の初演は同年2月23日にオスロで行われ、曲は初演の独奏を受け持ったエリカ・ニッセンに献呈された。作曲者は1901年に大幅な改定を加えている。

## 概要
ノルウェーの芸術家の一家に生まれたシンディングは、ライプツィヒ音楽院で学ぶなどドイツの都市で音楽を修めた。ヴァイオリンやピアノの演奏家、指揮者としての道を目指したこともあったが、彼はそのいずれも断念している。ミュンヘン時代に作品が認められ始め、彼の音楽活動は作曲が主たるものになっていった。ノルウェー政府などからの援助を受けられるようになったこと、また1892年に楽譜出版社のペータース社と契約したことで彼は作曲活動に専念し、作曲のみによって生計を立てることができるようになった。さらに、これには彼と出版社が売れ行きの良い歌曲やピアノ小品に的を絞ったことも奏功しており、結果としてシンディングの作品の6割以上がそうしたジャンルの楽曲で占められている。中でも有名なのはピアノ曲「春のささやき」である。
同郷のグリーグとは異なり、ドイツで長く暮らしたシンディングの楽曲にはノルウェーの民謡よりも、リストやワーグナーからの影響が顕著である。このピアノ協奏曲で彼は循環形式を採用しており、全曲冒頭の主題が以降の楽章でも主要な役割を果たす。この曲の改定が完成する世紀の変わり目までに、彼の代表作は出尽くしてしまったという見方もあるが、シンディングは20世紀以降も交響曲、協奏曲、オペラなどの作曲に取り組んでいる。晩年には、彼はオスロの王宮に近い邸宅に居住する栄誉に浴した。

## 楽器編成
ピアノ独奏、フルート2、オーボエ2、クラリネット2、ファゴット2、ホルン4、トランペット2、トロンボーン3、テューバ、ティンパニ、弦五部

## 演奏時間
約34-35分

## 楽曲構成
第1楽章 アレグロ・ノン・トロッポ 変ニ長調 3/4拍子
前奏なしに弦楽合奏とファゴット、ホルンがマルカートで堂々たる主題を提示し、これを受けたピアノが華麗にカデンツァを奏して開始する。この冒頭主題にはワーグナーの楽劇「神々の黄昏」中の主題との類似点が指摘されており、さらに他の作曲家の影響やピアノ書法にはグリーグの影響も見受けられる。その後、ピアノが第1主題を堂々と奏して流麗な第2主題の提示へと移行する。華麗なピアノのパッセージに続いて、これまでより落ち着いた第3の主題が現れる。金管楽器によって高らかに第1主題が奏でられると展開部となり、各主題を用いて展開が行われた後、冒頭で行われたのと同じように第1主題が再現する。最後は大きな盛り上がりを築いて、変ニ長調で終止する。
第2楽章 アンダンテ ホ短調 4/4拍子
ホルンが第1楽章第1主題に由来する旋律を悲しげに奏でる。一定の盛り上がりを築いた後、ピアノに受け渡されると穏やかな表情を見せ始め、やがてクライマックスとなる。始めのテンポに戻り、ピアノがピアニッシモでロ短調の低い音域から主題を再現する。速度と音量を上げてアジタート、フォルテッシモに到達すると、ホ短調に戻ってフォルティッシッシモ（fff）で最後の頂点を形成し、最後は静かに終わりとなる。
第3楽章 アレグロ・ノン・アッサイ 変ニ長調 9/8拍子
この楽章は作曲者自身による改定によって、曲の構造およびピアノ書法に大きな変更が加えられた。楽章は、第1楽章の冒頭主題から派生した生き生きとした主題をピアノが奏でて開始する。続いて落ち着いた趣の第2の主題が提示され終わると、曲は第1主題を用いた展開に入る。このあたりの部分は特に版による相違が大きい。第2主題が再現されると半音階による装飾が特徴的なピアノのカデンツァに至る。その後、第1主題を用いたコーダとなり、変ニ長調で堂々と全曲を締めくくる。